# Eduard Hellvig
Eduard Raul Hellvig (n. 27 octombrie 1974, Zalău) este un om politic român. A îndeplinit din martie 2015 până în iulie 2023 funcția de director al Serviciului Român de Informații.

## Studiile și activitatea profesională
Eduard Hellvig a absolvit Facultatea de Științe Politice și Administrație Publică a Universității Babeș-Bolyai din Cluj în anul 1997. În timpul studiilor universitare a obținut o bursă a Fundației Soros pentru o Societate Deschisă pentru proiectul “Cine guvernează sau cine deține puterea în România?”. Tot în timpul facultății a ocupat și poziția de director de programe al Institutului de Analiză Politică din Cluj.
În 1997, proaspăt ieșit de pe băncile facultății, Eduard Hellvig a dobândit licența de broker al Bursei de Valori București.
În 1999 a participat la școala de vară organizată de Centrul de Studii Post-Comuniste a Universității Maryland, College Park.
În perioada 2001-2003 Eduard Hellvig a ocupat poziția de Director General al Institutului de Studii Sociale, iar în 2004 a devenit Directorul Executiv Sintezis România.
Și-a continuat pregătirea profesională, în 2006 absolvind Colegiul Național de Apărare al Universității Naționale de Apărare "Carol I" și SES Centrul European de Studii de Securitate “George Marshall”.
În 2009 a devenit doctor în Științe Politice al Școlii Naționale de Studii Politice și Administrative București (SNSPA).
Pe 19 februarie 2015 este propus de către președintele României la conducerea Serviciului Român de Informații, urmând ca pe data de 3 martie 2015 să preia funcția.

## Activitatea politică
În perioada 1998-2000 a fost, pe rând, consilier politic al fostului vice-președinte PNL Horia Rusu și al Ministrului de Interne Constantin Dudu Ionescu, precum și consilier al candidatului la președinția României Mugur Isărescu.
În 2003 s-a înscris în Partidul Umanist Român, transformat în 2005 în Partidul Conservator. În 2004 a fost ales deputat de Bihor în Parlamentul României, pe listele Uniunii Naționale PSD+PUR, în timpul mandatului fiind secretar al Comisiei pentru Apărare, Ordine Publică și Siguranță Națională și membru al Adunării Parlamentare a NATO.
Eduard Hellvig a fost ales în anul 2006 să facă parte din primii europarlamentari ai României, perioadă în care a făcut parte din Comisia de Comerț Internațional (INTA) și Subcomisia pentru Securitate și Apărare (SEDE).
Din 2008 este membru al Partidului Național Liberal, în 2009 devenind consilierul președintelui PNL Crin Antonescu De la începutul anului 2011 și până la 11 martie 2014 a ocupat funcția de secretar general al Partidului Național Liberal.
În 2012 a făcut parte din Guvernul Victor Ponta, ca ministru al Dezvoltării Regionale și Turismului.
La alegerile parlamentare din decembrie 2012 a fost ales deputat în Colegiul uninominal nr. 4, Ilfov. Eduard Hellvig a fost vicepreședinte al Camerei Deputaților și a făcut parte din Comisia pentru Afaceri Europene și din Delegația României la Adunarea Parlamentară a NATO.
La 3 septembrie 2013 a demisionat din Parlamentul României pentru a prelua mandatul de europarlamentar liberal.
Din 4 septembrie 2013 este membru al Parlamentului European. Face parte din Comisia pentru piața internă și protecția consumatorilor, Delegația la Comisia parlamentară de cooperare UE-Moldova, Delegația la Adunarea Parlamentară Euronest. Este membru supleant în Comisia pentru mediu, sănătate publică și siguranță alimentară și în Comisia pentru afaceri juridice.
În luna noiembrie 2024, Eduard Hellvig a revenit la PNL.

## Viața personală
Eduard Hellvig este căsătorit cu Andreea Hellvig, având împreună o fiică.